# Bercloux
Bercloux är en kommun i departementet Charente-Maritime i regionen Nouvelle-Aquitaine i västra Frankrike. Kommunen ligger  i kantonen Saint-Hilaire-de-Villefranche som ligger i arrondissementet Saint-Jean-d'Angély. År 2022 hade Bercloux 447 invånare.

## Befolkningsutveckling
Antalet invånare i kommunen Bercloux
Referens:INSEE